# Liste der Gedenkbäume in Eisenach
In der Liste der Gedenkbäume in Eisenach sind Bäume im heutigen Stadtgebiet von Eisenach aufgeführt, die zum Gedenken an ein Ereignis oder zum Gedenken an eine Person gepflanzt wurden. Weitere auf Grund ihres Alters oder sonstiger Eigenschaften geschützte Einzelbäume sind in der Liste der Naturdenkmäler in Eisenach aufgeführt.

## Bestehende Gedenkbäume
| Bezeichnung         | Ort                                                                 | Geokoordinate                    | Person/Ereignis | Bild            |
| ------------------- | ------------------------------------------------------------------- | -------------------------------- | --- | --------------- |
| Arnswald-Buche      | Südliche Flurgrenze von Neuenhof                                    | 50° 58′ 33″ N, 10° 11′ 34″ O     | Zu Ehren des Herzoglichen Forstbeamten von Arnswald                                                                          | Bild gesucht BW |
| Dorotheeneiche      | In Rennsteignähe, am Unkerodaer Stein                               | 50° 57′ 12″ N, 10° 16′ 49″ O     | Mitglied der herzoglichen Familie                                                                                            | Bild gesucht BW |
| Einheitsbäume       | Eisenach, auf dem Elisabethplan unterhalb der Wartburg              | Koordinaten fehlen! Hilf mit.    | Deutsche Wiedervereinigung 3. Oktober 1990; Pflanzung im Rahmen der Aktion Einheitsbäume am 11. November 2014                | weitere Bilder  |
| Einheitseiche       | Hörschel, am Spielplatz Rennsteigstraße Ecke Spichraer Straße       | 51° 0′ 28″ N, 10° 13′ 51″ O      | Deutsche Wiedervereinigung 3. Oktober 1990; Pflanzung am 1. Mai 1990                                                         | weitere Bilder  |
| Einheitsfichte      | Hörschel, Rennsteigstraße Ecke An der Hörsel                        | 51° 0′ 26″ N, 10° 13′ 44″ O      | Deutsche Wiedervereinigung 3. Oktober 1990; Pflanzung am 3. Oktober 1990                                                     | weitere Bilder  |
| Erinnerungslinde    | Hörschel, rechts des Julius-von-Plänckner-Gedenksteins am Rennsteig | 51° 0′ 16″ N, 10° 13′ 33,9″ O    | 1996 von Ministerpräsident Bernhard Vogel nach Einweihung des neu errichteten „Rennsteigwanderhauses“ gepflanzt.             |                 |
| Friedenseiche       | An der Wartburgchaussee                                             | 50° 57′ 52″ N, 10° 18′ 31″ O     | Deutsch-Französischer Krieg 1871                                                                                             | Bild gesucht BW |
| Goethelinde         | Am Prinzenteich im Südviertel                                       | 50° 57′ 58″ N, 10° 19′ 11″ O     | Zum 100. Todestag von Johann Wolfgang von Goethe 1932 gewidmet vom Eisenacher Verschönerungsverein.                          | Bild gesucht BW |
| Hermannseiche       | Aschburg – südlich der Stadt                                        | 50° 56′ 49″ N, 10° 18′ 59″ O     | Landgraf Hermann I. | Bild gesucht BW |
| Herzogseiche        | Carolinenblick – südöstlich der Stadt                               | 50° 57′ 6″ N, 10° 19′ 37″ O      | 1903 anlässlich der Vermählung von Großherzog Wilhelm Ernst mit der Prinzessin Caroline von Reuß ä.L.                        | Bild gesucht BW |
| Königseiche         | Großer Drachenstein, Weinstraße – südöstlich der Stadt              | 50° 56′ 42″ N, 10° 20′ 3,4″ O    | 1999 Neue Königseiche als Ersatzpflanzung von der Thüringer Forstverwaltung zum 150. Todestag von Oberforstrat Gottlob König |                 |
| Schillerlinde (1)   | Mariental, Gasthaus Phantasie                                       | 50° 57′ 37,7″ N, 10° 18′ 49,8″ O | 1905 Friedrich Schiller gewidmet vom Eisenacher Verschönerungsverein.                                                        |                 |
| Wilhelm-Ernst-Linde | Hörschel, neben der Kirche                                          | 51° 0′ 24,3″ N, 10° 13′ 39,7″ O  | 1907 Großherzog Wilhelm Ernst zum Dank für die Finanzierung der Orgel.                                                       |                 |

## Frühere Gedenkbäume
| Bezeichnung         | Ort | Geokoordinate       | Person/Ereignis                         | Bild |
| ------------------- | --- | ------------------- | --------------------------------------- | ---- |
| Schillerlinde (2)   | Auf dem Turnplatz der 1901 nach Großherzog Wilhelm Ernst benannten Schule (heute Oststadtschule) gepflanzt | nicht mehr existent | nach Friedrich Schiller                 |      |
| Wilhelm-Ernst-Eiche | Auf dem östlichen Schulhof der 1901 eröffneten Wilhelm-Ernst-Schule (heute Oststadtschule) gepflanzt       | nicht mehr existent | Wilhelm Ernst (Sachsen-Weimar-Eisenach) |      |